# دونالد بيلي
دونالد بيلي(بالإنجليزية: Donald Allen Bailey)‏من مواليد 21 يوليو 1945 سياسي ومحام أميركي، من رابطة ولاية بنسلفانيا. وكان عضو الحزب الديمقراطي في مجلس النواب 1979-1983، المراجع العام من ولاية بنسلفانيا 1985-1989، والمرشح للفوز بترشيح الحزب الديمقراطي لمجلس الشيوخ الأمريكي وحاكم ولاية بنسلفانيا. له الدائرة الانتخابية (PA-21) وشملت كل من مقاطعة ويستمورلاند (بنسيلفانيا)، مع جزء من مقاطعة أليني (بنسيلفانيا)، قبل أن ترسيم الدوائر الانتخابية عام 1981.

## نشأته وتعليمه
ولد بيلي في مقاطعة ألغني. تخرج من ثانوية بيتسبرغ (بنسيلفانيا) في عام 1963. وحصل على درجة البكالوريوس من جامعة ميشيغان في عام 1967. ولعب كرة القدم الأمريكية الجامعية في موضع حارس لفريق كرة القدم ميشيغان ولفرينس من عام 1964 إلى عام 1966.
بعد التخرج من الجامعة دخل الجيش، وعمل في الوحدة 82 من الكتيبة 101 المحمولة جوا في فيتنام. حصل ميدالية النجم الفضي، وثلاث نجوم برونزية، ووسام الجيش للخدمة الجليلة وعدة اوسمة عسكرية أخرى.
بعد فيتنام، عمل في عدد من الوظائف «الياقات الزرقاء» (و هو مصطلح إنجليزي يعني الذين يقومون بعمل يدوي ميداني كالعمال)، حيث عمل في شركة لافلين و جونز للصلب. وفي هذة الفترة كان عضوا في نقابة عمال الحديد والصلب المتحدة الأمريكية. تخرج أيضا من جامعة دوكين كلية الحقوق متحصلا شهادة دكتوراه في القانون، في عام 1976، وكان مدقق حسابات في (G.I. Bill).